# 성물조각
성물조각은 세상의 일반 조각과는 생각과 견해가 다르다. 즉 신앙 생활을 하는 신자나 교회 전례에 사용되는 십자고상, 성모마리아, 성상, 성화, 그리스도교 상징물 등을 조각으로 표현하는 것을 성물조각이라 한다.